# سیادک (زابل)
سیادک، روستایی است از توابع بخش مرکزی شهرستان هیرمند در استان سیستان و بلوچستان ایران.

## جمعیت
این روستا در دهستان مارگان قرار داشته و براساس آخرین سرشماری مرکز آمار ایران که در سال ۱۳۸۵ صورت گرفته، جمعیت آن ۱۱۵نفر (۳۱خانوار) بوده‌است.